# Bricbarca

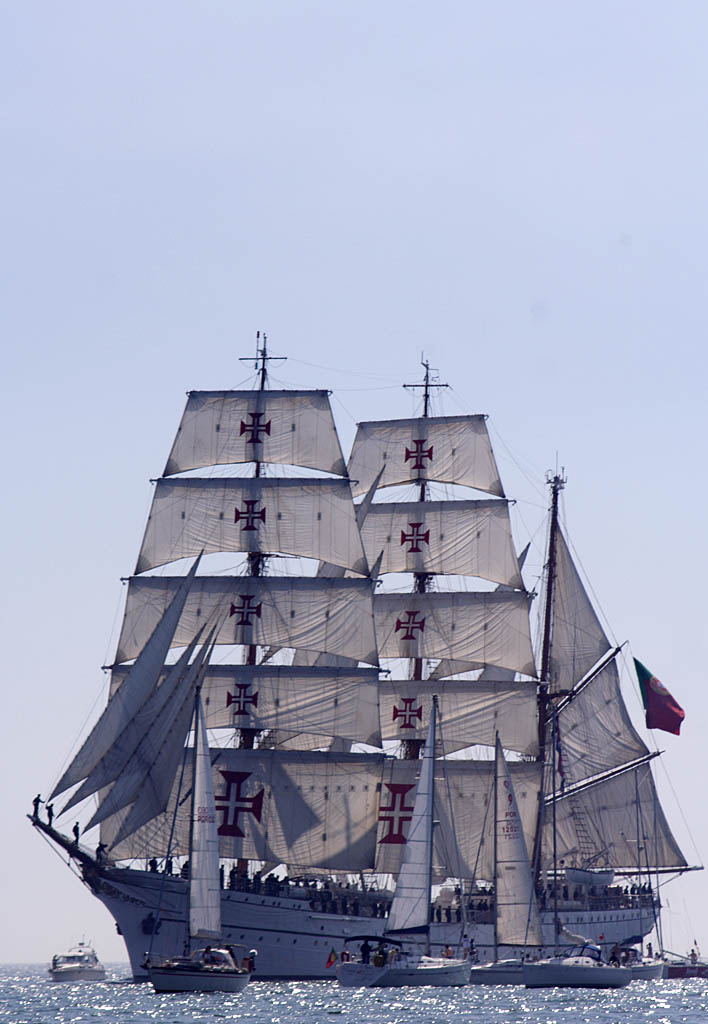
Bricbarca NRP Sagres

Aparell d'un bricbarca.

El bricbarca (antigament també anomenat corbeta o bergantí-corbeta) és un vaixell, generalment de tres o més pals. Amb el seu aparell format per veles quadrades als dos primers pals a l'estil del bergantí, és a dir, veles disposades en els pals penjant de vergues transversals respecte a l'eix longitudinal de la nau (el que va des de la proa fins a la popa). El pal de messana o mitjana és de dues peces (el pal major i el trinquet són de tres peces) i només porta veles de ganivet.
El bricbarca aparegué a la segona part del segle xvii i es va emprar de forma usual fins al segle xix. Es caracteritzava per la gran superfície vèlica que era capaç de desplegar pel seu desplaçament a l'oceà. Va ser habitual el cas de fragates que esdevenien bricbarques que així simplificaven la maniobra i també podien reduir tripulació.

## El "Pablo Sensat"
Un bricbarca català de gran anomenada fou el "Pablo Sensat" construït per la drassana dels Vieta, a Blanes, el 1878. La seva història va lligada a la del capità del Masnou Salvador Maristany que hi va navegar durant els seus primers quatre anys de vida (1878-1882). El llibre "Els Mars del meu avi: els millors viatges del Pablo Sensat a través dels quaderns de bitàcola del seu capità, Salvador Maristany" escrit per la Sara Masó, recull aquestes primeres singladures a partir del quadern de bitàcola i altres textos.
De nou en nou, el 1878, tornant d'Amèrica va establir un record inimaginable per l'època, fent la travessa de l'Atlàntic -entre el port de Charleston (EUA) i Gibraltar- en 15 dies, una proesa que Emerencià Roig recull a "La Marina catalana del vuit-cents". L'any 1880 sota el comandament del capità Maristany, en un viatge on va fer la volta al món, va ser el primer vaixell espanyol en creuar el canal de Suez. El vaixell va tenir altres capitans i propietaris i també va ser conegut amb altres noms: Villa de Sitges, Maria Soledad, Carbajal i Júlio Orive.